# Thil (Meurthe e Mosella)
Thil è un comune francese di 1 647 abitanti situato nel dipartimento della Meurthe e Mosella nella regione del Grande Est.
Il territorio comunale è attraversato dal fiume Alzette.

## Società

### Evoluzione demografica
Abitanti censiti